# Јосип Микл
Јосип Микл (Клагенфурт, 1885. — Клагенфурт, 1965) је био аеронаутичар, машински инжењер, пилот, конструктор авиона и хидроавиона у Аустроугарској и Краљевини СХС/Југославији, технички директор „Икаруса“ и члан Поршеовог пројектног тима.

## Биографија
Јосип Микл је рођен у Клагенфурту 1885. године, где је завршио основну и средњу школу. Студирао је у Грацу и Бечу. Након завршених студија живео је и радио у Пули, Бечу, Новом Саду, Земуну и Штудгарту. У пензију је отишао 25. августа 1950. године, као цењен инжењер аеронаутичар. Поживео је до 1965. године.

### Рад у Аустрији
Био је пионир Аустроугарског ваздухопловства, свој први хидроавион почео је да гради још 1910. у Поморском арсеналу у Пули (Pola). То је био први хидроплан Аустроугарског ПВ испоручен јула 1912. као „ “. До Првог светског рата Ј. Микл је остварио укупно три различита пројекта хидроавиона са моторима мање снаге, а од 1914. до 1918. још најмање пет типова хидроавиона различитих категорија, од којих је већина израђивана у серијама за Аустроугарско ПВ. Пилотски испит за хидропилота положио је 4. јуна 1915, као седми хидропилот поменутог ваздухопловства. Пре и за време Првог светског рата радио је као шеф конструкторског бироа за хидроавионе у фирми ÖFFAG.
Када је Сен-Жерменским мировним уговором од 10. септембра 1919. Аустрији забрањено да има ваздухопловсто и производи авионе, инж. Микл је остао без посла у својој струци али се одмах запослио у конструкционом бироу фабрике „Аусро-Дајмлер“ (Austro Daimler) чији је шеф био познати аустријски аутомобилски конструктор др. Фердинанд Порше.

### Рад у Војном ваздухопловству Краљевине СХС
Половином 1922. на позив ген. М. Узелца тада начелника Одељења за ваздухопловство при Министарству војске и морнарице Краљевине СХС/Југославије, инж. Ј. Микл је као афирмисани ваздухопловни стручњак и конструктор прихватио да ради у Техничкој служби Ваздухопловства Краљевине СХС. Распоређен је у новоосновани Ваздухопловни арсенал у Петроварадину, где је поред решавања различитих техничких проблема у одржавању и ремонту авиона, радио са инж. Р. Физиром и групом ваздухопловних инжењера руских емиграната, на чијем се челу налазио инж. Н. Жученко, на разради нове, измењене документације за серијску производњу школских авиона Мали и Средњи Бранденбург. У сопственој режији израдио је и пројекат школског хидроавиона, који је држава откупила за потребе Поморског ваздухопловства (ПВ).

### Рад у Икарусу
На наговор Димитрија Коњовића, Ј. Микл је у јесен 1923. напустио службу у Арсеналу и прешао у фабрику „Икарус“, у којој је све до 1929. радио као технички директор и главни конструктор а био је и један од оснивача и акцинар. Током 1924. у „Икарусу“, је поред испорука прве серије Икарус ШБ (Школски Бранденбург) познатог и као Мали Бранденбург, израђен и прототип школског хидроплана Икарус ШМ познат под називом „Шимика“, конструкције инж. Ј. Микла, а следећих година израђено је укупно 36 примерака који су испоручени ПВ. Ови авиони су били у служби читавих 18 година што је за авион дрвене конструкције веома дуг век.
Маја 1926. завршен је и други хидроавион конструкције инж. Микла рађен у Краљевини СХС. Био је то извиђач Икарус ИМ (Извиђач Морнарички) са мотором БМВ (BMW IVa) од 250 КС, али је прототип грешком пилота из ПВ на првом лету поломљен 31. маја 1926. године. Те године израђен је и прототип новог измењеног хидроавиона Икарус ИО (Извиђач Обални) са мотором Либерти (Liberty L-12) од 400 КС. Укупно је у „Икарусу“ произведено 37 примерака оваквих хидроплана који су испоручени ПВ од 1928. до 1931, означавани су били ознакама ИО/Ли, а у служби су били до Априлског рата 1941. године.
Последњи хидроплан којег је Микл пројектовао у бироу „Икаруса“, био је извиђач Икарус ИМ.2 са слободноносећим краћим доњим крилом (сескиплан) и истим мотором Либерти. Испитивања у лету извршена су крајем 1928. и почетком 1929, али нису испунила очекивања ПВ. Када је 1929. на међународном такмичењу у Француској разочарао и Миклов туристички двосед Сиви Соко, инж. Ј. Микл је напустио „Икарус“ и вратио се у Аустрију.

### Рад у Конструкционом бироу Поршеа
После повратка у Аустрију, срео се инж. Ј. Микл, са својим познаником др. Фердинандом Порше са којим је радио у Аустро Дајмлеру до 1922. године. Прихватио је његов позив да се као аеродинамичар прикључи његовом тиму и решава аеродинамичне проблеме при пројектовању аутомобила. Тако је инж. Ј. Микл, каријеру наставио 1931. у аутомобилској индустрији, у новоформираном КБ „Порше“ у Штутгарту, као специјалиста за аеродинамику. Био је члан тима који је пројектовао аутомобиле те познате куће. Прославио се линијама тркачких аутомобила пројектованих за Ауто Унион (данас Ауди), нарочито моделом Т80. Као члан Поршеовог пројектног тима учествовао је у пројектовању Фолксвагенове бубе. У пензију је отишао 25. августа 1950. године.
Инж. Ј. Микл је био свестран инжењер и успешни проналазач, бавио се и развојем алтернативних извора енергије, па је од 1926. до 1957, имао 15 пријављених патената из области машинства. Поживео је до 1965. године.

### Пројекти авиона

#### Пројекти авиона у Аустроугарској
- Микл Бр.1 - експериментални авион са мотором Дајмлер 40 KS, 1 ком, 1912. год.,
- Микл Тип  - школски авион са мотором Гноме 80 КС или Роне 80 KS, 3 ком, 1913. год.,
- Лонер Тип E - хидроавион ловац заједнички пројект Етрих, Микл и Паулал са мотором Гноме 100 KS, 1 ком, 1913,
- Микл Тип  - школски авион са мотором Гноме 80 KS, 7 ком, 1914-1915. год.,
- Микл Тип  - далекометни извиђач/бомбардер са три мотора Хиро 3 x 200/225/240 KS, 10 ком, 1915-1916. год,
- Микл Тип A100 - борбени авион са мотором Хиро 200/230 KS, 17 ком, 1918. год.,
- Микл Тип A2.100 - борбени авион са мотором Хиро 240 KS, 1 ком, 1918. год.,
- Микл Тип  - далекометни извиђач са мотором Дајмлер 345 KS, 2 ком, 1918. год,

#### Пројекти авиона у Југославији
- Икарус ШМ - школски морнарички авион серијска производња 1924. године,
- Икарус ИМ - морнаричко извиђачки авион прототип 1926. године,
- Икарус ИО - обалски извиђач серијска производња 1926. године,
- Сиви Соко - туристички авион прототип 1924—1927. године,
- Икарус ИМ.2 - морнаричко извиђачки авион прототип 1928. године.

## Признања
За допринос развоју аустроугарског поморског ваздухопловства, инжењер Јосип Микл је добио следећа признања:
- Крст витешког реда Фрање Јосифа[тражи се извор]
- Једна улица у Клагенфурту носи његово име.[6]